# Jean Goujon (ciclista)
Jean Goujon (21 de abril de 1914 — 28 de abril de 1991) foi um ciclista francês que competia em provas tanto na estrada, quanto de pista.
Anteriormente, como amador, participou nos Jogos Olímpicos de Verão de 1936 em Berlim, onde conquistou a medalha de ouro na prova de perseguição por equipes, formando equipe com Robert Charpentier, Roger-Jean Le Nizerhy e Guy Lapébie. Ainda em Berlim participou de mais dois eventos, na prova de estrada individual, terminando em décimo sexto, empatado com vinte e dois ciclistas. Em 1937, tornou-se profissional e competiu no Tour de France 1937. Desligou-se do ciclismo em 1949.